# ادگار (ویسکانسین)
ادگار (به انگلیسی: Edgar) یک منطقهٔ مسکونی در ایالات متحده آمریکا است که در شهرستان ماراتون، ویسکانسین واقع شده‌است. ادگار ۴٫۶۸ کیلومتر مربع مساحت و ۱٬۴۷۹ نفر جمعیت دارد و ۳۹۳ متر بالاتر از سطح دریا واقع شده‌است.